# Wyzwanie (film 1977)
Wyzwanie (oryg. The Gauntlet) – film akcji z 1977 roku w reżyserii Clinta Eastwooda.

## Fabuła
Przeciętny policjant Ben Shockley (Clint Eastwood) zostaje przydzielony do eskorty prostytutki z Las Vegas do aresztu w Phoenix, gdzie ma zeznawać w procesie mafii. Jednak wiele osób robi zakłady o to, by kobieta nie dotarła na miejsce.

## Obsada
- Clint Eastwood jako Ben Shockley
- Sondra Locke jako Gus Mally
- Pat Hingle jako Josephson
- William Prince jako Blakelock
- Bill McKinney jako Constable
- Michael Cavanaugh jako Feyderspiel
- Carole Cook jako Kellnerin
- Mara Corday jako Gefangene
- Doug McGrath jako Bookie